# Bilingüisme passiu
El bilingüisme passiu es dona quan una persona entén dues llengües però només n'utilitza una per comunicar-se. Sol ser fruit d'una situació de diglòssia, on la llengua dominant s'utilitza per expressar-se de forma habitual i la segona llengua es comprèn quan es llegeix o se sent però no s'incorpora al bagatge del parlant, que no ho considera necessari. També es dona en casos d'habitants de frontera o de llengües genèticament emparentades, que permeten comprendre el discurs de l'interlocutor però no sempre usar activament aquell idioma (fenomen que es dona més en la llengua escrita). Finalment, pot aparèixer en cas dels immigrants que estan en un estadi inicial d'aprenentatge de l'idioma d'acollida i llavors entenen la seva llengua materna i la del país on resideixen però sols usen el mateix idioma per comunicar-se per seguretat.